# Казахстан (Тарбагатайський район)
Казахста́н (каз. Қазақстан) — село у складі Тарбагатайського району Східноказахстанської області Казахстану. Входить до складу Кабанбайського сільського округу.
Населення — 150 осіб (2021; 225 у 2009, 302 у 1999, 469 у 1989).
Національний склад станом на 1989 рік:
- казахи — 100 %

У радянські часи село називалось також Ферма № 3 совхоза імені Крупської.